# 竹之内明
竹之内 明（たけのうち あきら、1947年5月26日 - ）は、日本の弁護士。東京弁護士会会長や、日本弁護士連合会副会長、アルプス電気監査役、アマダホールディングス監査役等を歴任した。

## 人物・経歴
新潟県出身。新潟県立新潟高等学校を経て、1972年中央大学卒業。1979年東京弁護士会弁護士登録、辻誠法律事務所入所。2002年アルプス電気監査役。2010年警察庁捜査手法取調べの高度化を図るための研究会委員。2011年から[
東京弁護士会会長及び日本弁護士連合会副会長を務め、東日本大震災への対応にあたるなどした。2012年日本弁護士政治連盟副理事長・常務理事。2013年最高裁判所裁判員制度の運用等に関する有識者懇談会委員。2014年アマダホールディングス監査役。2015年吉田育英会監事。2016年三井E&Sホールディングス補欠監査役。2021年日本弁護士政治連盟副理事長。